# 내가 연애할 수 없는 이유
내가 연애할 수 없는 이유(私が恋愛できない理由, わたしがれんあいできないりゆう 와타시가렝아이데키나이리유[*])는 2011년 10월 17일부터 같은 해 12월 19일까지 후지 TV에서 매주 월요일 21:00 ~ 21:54 (JST)에 방송 된 텔레비전 드라마이다. 주연은 카리나.

## 개요
행복한 연애를 꿈꾸는 것이 힘들어진 연애 초 빙하기 (恋愛超氷河期)를 살아가는 연애할 수 없는 여성들이 연애에 직면하는 여러 문제에 맞서 싸우고, 서툴지만 행복을 모색하는 러브 스토리.
이 작품으로 카리나는 후지 TV 월요일 밤 9시 드라마 (게츠쿠) 첫 출연, 요시타카 유리코는 《도쿄 DOGS》 이후 2년만의 게츠쿠 출연이며, 오시마 유코는 게츠쿠 및 후지 TV 연속극 첫 주조연이다.

## 줄거리
동성을 대하는 것이 불편한 후지이 에미, 억척스럽고 자존심 센 오구라 사키, 연애 늦깎이 한자와 마코. 고교 선후배사이이기도 한 연애할 수 없는 그녀들은 어느 날, 마코의 큰어머니가 살고있던 집을 빌려 '남자를 묵게하면 끝', '여자회(會) 계(契)에 손대면 끝', '애인이 생기면 끝'이라는 3가지 조건을 걸고 셰어하우스 동거를 시작한다. 동거 생활 중 싸우기도 하고, 위로하기도 하며 필사적으로 연애에 발버둥 치는 세 여자의 이야기이다.

## 등장 인물

### 주요 인물
- 후지이 에미 / 藤井 恵美[3] (27) - 카리나

남성 뿐인 이벤트 조명 회사 LIGHTING WORKS에 근무하는 현장 조명 우먼. 패션에는 무관심하고, 상사에게도 남자 직원 취급 당하지만, 여성보다 남성과 함께 있는 것이 훨씬 마음 편하기 때문에 대수롭지 않게 생각한다. 유의 여자친구.
- 오구라 사키 / 小倉 咲 (24) - 요시타카 유리코

에미의 아오바 여자고등학교 연극부 후배. 불황 때문에 취업에 실패하였고, 세탁소를 하는 모친이나 언니에게는 대형 출판사에 취직했다고 거짓말 하며 호스티스 클럽 CLUB Fairy에서 일하고 있다. 자존심 강하고 억척스러운 성격.
- 한자와 마코 / 半沢 真子 (22) - 오시마 유코 (AKB48)

에미, 사키의 고등학교 연극부 후배이자 통판회사 Good Order에 다니는 파견 사원. 큰어머니에게서 빌린 집에서 고교 연극부 선배인 에미, 사키와 동거하게 된다. 안톤 체호프의 작품을 좋아해서 고교시절에는 '체호프 마코'로 불리기도 했다. 성실하며 견실한 성격이지만 다소 덜렁대는 면도 있으며, 연애에 대해서는 겁쟁이. 파견 직장 기자키가 점점 좋아진다.
- 시라이시 미스즈 / 白石 美鈴 (39) - 이나모리 이즈미

타쿠미의 아내이자, 에미네 회사 거래처인 이벤트 기획사 플래너.

### LIGHTING WORKS
- 하세가와 유 / 長谷川 優 (27) - 다나카 케이

에미의 남자친구이자 직장 동료. 조명 공부를 위해 미국에 유학했다.
- 다카하시 겐타 / 高橋 健太 (21) - 나카오 아키요시

에미의 직장 후배.
- 다무라 준이치 / 田村 淳一 (45) - 가츠무라 마사노부

에미의 상사.
- 시라이시 타쿠미 / 白石 拓海 (38) - 하기와라 마사토

미스즈의 남편이자 에미가 근무하는 LIGHTING WORKS 사장.

### Event RISE
- 마에다 히카리 / 前田 ひかり (24) - 구라시나 카나

유의 전여자친구.
- 마루야마 루미 / 丸山 ルミ (22) - 카가미 세이라

미스즈의 어시스턴트.

### Good Order
- 기자키 토시야 / 木崎 俊哉 (34) - 나카무라 류

마코가 좋아하는 선배.
- 야마모토 다다시 / 山本 正 - 히라오카 유타

기자키의 동료. 도시락 때문에 처음 대화하게 된 마코를 점점 좋아한다.
- 유리 / ゆり - 다카야마 리나

마코의 동료.

### 외
- 한자와 모모코 / 半沢 桃子 (20) - 고리키 아야메

마코의 동생. 언니와는 달리 남성을 두려워하지 않고, 적극적이며 활발한 성격.
- 가와바타 료이치 / 川端 亮一 - KEIJI

의사. 히카리의 맞선 상대이며, 약혼한다.
- 다케이 다이스케 / 武居 大介 - 고야나기 유

경시청 지역부 근무. 할로윈 파티에서 에미를 만나고, 이노카시라 공원에서 처음으로 데이트를 한다.
- 다케이 미나코 / 武居 美奈子 - 히키타 히데미

다이스케의 동생.
- 노구치 스스무 / 野口 進 - 나가이 마사루

가장 잘나가는 조명 회사 STAR LIGHTS의 사장. LIGHTING WORKS와 공동으로 요요기 콘서트를 담당하고, 에미를 책임자로 지명한다.
- 에노모토 신지 / 榎本 信司 - 아오야기 쇼

Rencontre의 오너 셰프.
- 에노모토 케이타 / 榎本 圭太 - 니시무라 료우미

신지의 아들.
- 오구라 유미코 / 小倉 由美子 - 네기시 도시에

사키의 모친. 장녀 스미레와 '오구라 클리닝'을 경영한다.
- 오구라 스미레 / 小倉 すみれ - 마츠오카 에미코

사키의 언니.

### 각 화 게스트
제1화
- 히라이 켄

KEN HIRAI Live Tour 2011 JAPANESE SINGER 일을 LIGHTING WORKS에 맡긴다.
- 유리 - 다카야마 리나

마코의 동료, Good Order의 사원.
- 사키코 - 사요코

에미의 아오바 여자고등학교 연극부 후배.
제2화 ~ 제3화
- 아이리 - 구도 에미

CLUB Fairy 호스티스.
- 메구 - 미사키 아야노

CLUB Fairy 호스티스.
- 고노 - 사이 가쓰

CLUB Fairy 손님.
제4 ~ 5화
- 아라이 - 진보 사토시

출판사 근무, CLUB Fairy 손님.
제9화
- 아무로 나미에

《namie amuro LIVE STYLE 2011》을 STAR LIGHTS, LIGHTING WORKS에 의뢰한다.
- 후지이 요시에 - 미야자키 요시코

에미의 모친.

## 주제가
- 아무로 나미에 〈Love Story〉

## 방송일·부제·시청률
| 각 화                                                     | 방송일           | 부제 | 연출          | 시청률 |
| --------------------------------------------------------- | ---------------- | --- | ------------- | ------ |
| 제1화                                                     | 2011년 10월 17일 | 연애 같은 건 귀찮아!? 연애는 사치!? 시든 여자들이 연애를 한다!? 恋なんて面倒!? 恋は贅沢!? イタ過ぎる枯れ女達が恋する!?                                             | 이시이 유스케 | 17.0%  |
| 제2화                                                     | 2011년 10월 24일 | 연애는 상처받기 때문에 싫다!? 감정이 메마른 여자들의 대역전극!? 恋は傷つくから嫌!? 枯れ女達の大逆転!?                                                              | 이시이 유스케 | 15.7%  |
| 제3화                                                     | 2011년 10월 31일 | 사랑 겁쟁이!? 무서워!? 메마른 여자들의 대파란!? 恋に臆病!? こわい!? 枯れ女達に大波乱!?                                                                             | 나미키 미치코 | 14.8%  |
| 제4화                                                     | 2011년 11월 7일  | 어설픈 우리!? 새로운 사랑을 시작하는 방법!? 不器用すぎる私達!? 新しい恋の始め方!?                                                                                  | 이시이 유스케 | 16.1%  |
| 제5화                                                     | 2011년 11월 14일 | 연애 니트는 졸업!? 둘만의 비밀!? 恋愛ニートは卒業!? 二人だけの秘密!?                                                                                               | 나미키 미치코 | 14.8%  |
| 제6화                                                     | 2011년 11월 21일 | 솔직해지면 편하다구!? 둘만의 밤에...!? 素直になれたら楽!? 二人きりの夜に…!?                                                                                        | 이시이 유스케 | 15.4%  |
| 제7화                                                     | 2011년 11월 28일 | 감정이 멈춰지지 않아!? 헛도는 사랑의 행방!? 想いが止まらない!? 空回りな恋の行方!?                                                                                  | 나미키 미치코 | 15.6%  |
| 제8화                                                     | 2011년 12월 5일  | 연애같은 건, 정말 싫어!? 상처받고 상처주고!? 恋なんて、大嫌い!? 傷ついて傷つけて!?                                                                                 | 이시이 유스케 | 14.8%  |
| 제9화                                                     | 2011년 12월 12일 | 가지마!! 우리의 클라이맥스!! 行かないで!! 私達のクライマックスへ!!                                                                                                 | 나미키 미치코 | 15.3%  |
| 최종화                                                    | 2011년 12월 19일 | 나의 선택과 결단!! 세 여자의 연애의 결말은!? 찾고 있던 답이 여기에!? 일부 생방송 스페셜!! 私の選択と決断!! 3人の恋愛の結末は!? 探した答えがここに!? 一部生放送SP!! | 이시이 유스케 | 18.4%  |
| 평균 시청률 16.0% (시청률은 간토 지구 비디오 리서치 조사) |                  | |               |        |

- 제1화 15분 연장. 최종화 30분 연장.
- 제6화는 배구 월드컵 2011 남자 일본 對 아르헨티나전 중계로 21시 45분부터 방송되었다.
- 제7화는 배구 월드컵 2011 남자 일본 對 중국전 중계로 21시 10분부터 방송되었다.
- 최종화 일부는 생방송으로 실시하였다.

## 제작진
- 프로듀서 - 나카노 도시유키
- 각본 - 야마자키 우코, 사카구치 리코
- 음악 - 스에히로 겐이치로, MAYUKO
- 연출 - 이시이 유스케
- 제작 - 후지 TV 드라마 제작 센터